# 中華人民共和國第十屆全運會壘球比賽
中華人民共和國第十屆全運會壘球比賽於2005年10月13日至20日在南京工業大學壘球場舉行，只設女子項目。

## 獎牌分佈情況
| 項目     | 金牌 | 银牌 | 铜牌 |
| 女子壘球 | 王德梅 徐楊 劉姝 于匯莉 鹿爽 肖光彩 楊薇 黎春霞 黃露茜 鄧小玲 馮彩玲 陳琳 林莉 周怡 唐婷 廖春梅 呂怡 余聰（四川） | 陳燕 郁玲瑩 陶樺 邢妍 朱妮苗 高燕敏 韋冬梅 柳絮青 薛梦菡 祁佳 龍斐芸 余梅芳 譚瑛 何艷 薛旎 王韡 戴玉紅 張愛（上海） | 王璟 胡光婭 孫莉 黃軼 李麗娜 栗寒璐 劉艷燕 米仁蓉 陳冬梅 潘霞 葛琳莉 崔婭 方詩靄 韓健 張雅晨 梁金琳 張靜 趙敏（解放軍） |

## 獎牌榜
| 名次 | 代表團 | 金牌 | 銀牌 | 銅牌 | 總數 |
| ---- | ------ | ---- | ---- | ---- | ---- |
| 1    | 四川   | 2    | 0    | 0    | 2    |
| 2    | 上海   | 0    | 2    | 0    | 2    |
| 3    | 解放軍 | 0    | 0    | 2    | 2    |
| 总计 | 总计   | 2    | 2    | 2    | 6    |